# Katschberg
Der Katschberg oder die Katschberghöhe (1641 m ü. A.) ist eine Straße (B 99). Diese verbindet das Katschtal in Kärnten mit dem Lungau im Salzburger Land. Katschberghöhe ist zugleich der Siedlungsname der Rotte am Scheitel des Passes, die zum Großteil zur Kärntner Gemeinde Rennweg am Katschberg gehört.
Einen Berg namens Katschberg gibt es nicht, sondern der Pass zwischen Aineck und Tschaneck wird so genannt. Rund um die Passhöhe erstreckt sich die Urlaubsregion bzw. das Schigebiet Schischaukel Katschberg-Aineck.

## Lage und Umgebung
Die Straße über die Katschberghöhe führt von der Gemeinde Rennweg am Katschberg über die Passhöhe nach St. Michael im Lungau. Hier verläuft die Grenze zwischen den Bundesländern Kärnten und Salzburg. Sie bildet den Übergang von den Hohen Tauern (Hafnergruppe) im Westen zu den Gurktaler Alpen (Nockberge) im Osten.
Neben der Katschbergstraße (B 99), die heute mehr regionale Bedeutung hat, wird der Katschberg von der Tauernautobahn (A10) im Katschbergtunnel durchquert.

## Geschichte
Das früheste bekannte Erdbeben in Österreich wurde am 4. Mai 1201 in Katschberg, damals Herzogtum Kärnten, verzeichnet. Es wird auf eine Stärke von 6,1 nach der Richterskala geschätzt.
Der Katschberg ist Teil der alten Verkehrsverbindung Radstadt – Obertauern (Radstädter Tauernpass) – Lungau – Katschberg – Spittal an der Drau / Millstätter See. Er wurde vermutlich schon von den Römern als Übergang benutzt. 1459 wird „eine Oberstraß“ über den Katschberg erstmals urkundlich erwähnt. Post wurde nachweislich ab 1764 über den Berg befördert.
Wohl schon durch die Taurisker kam es zu ersten umfangreichen Ausbauten an den Passwegen, man konnte schon von einer Straße sprechen. Über viele Jahrhunderte reichte diese aus, aber als die Römer ins Land kamen, musste sie doch verbessert werden. Im Zusammenhang mit dem faktischen Neubau der Straße über die Radstädter Tauern durch die Römer erhielt auch der Katschberg von diesen eine neue, als besonders kühn geltende Straßenverbindung. Sie verläuft in großen Teilen anders als die heutige Straße, schon bei Sankt Margareten im Lungau scheint sie östlich der heutigen Straße durch das Tal des Schindergrabens geführt zu haben. Bei Unterbayrdorf gewann man durch die Anlage von Spitzkehren und einen kurzzeitigen Ostschwenk an Höhe; ihre Fortsetzung fand die Straße dann im Grainwald. Dort stehen noch heute zwei Meilensteine , so dass es kaum Zweifel an dem dortigen Trassenverlauf gibt. Beim Übergang über den Kamm nutzte die Straße aber nicht den eigentlichen Katschberg, den die heutige Landesstraße bezwingt, sondern die etwas weiter östlich gelegene Lausnitzhöhe, eine Einsattelung in 1812 m Höhe an der Hafner Alm. Heute führt von St. Margarethen ein Wanderweg über die Esseralm auf diese Passhöhe, welcher seine Fortsetzung als schlecht zu befahrener Güterweg in Richtung Rennweg findet.
Die Straße über den Katschberg, besser gesagt über die Lausnitzhöhe, wie auch über die Radstädter Tauern, war insgesamt Teil einer einzigen Straße, welche die für Noriker und Römer wichtigen Städte Teurnia (St.Peter im Holz) mit Cucullae (Kuchl) und Iuvavum (Salzburg) miteinander verband und darüber weiter hinaus den nordalpinen Raum mit dem Balkan. Es ist bezeichnend, dass 2000 Jahre später diese alte Route eine Renaissance erfuhr, als man die Tauernautobahn erbaute, welche selbst eine wichtige Verbindung zwischen Deutschland und dem Balkan bildet.
Bei Schloss Moosham, wo die Nordrampe des Katschberges in die Südrampe der Radstädter Tauern übergeht, lag eine kleine Siedlung, in der sich Reisende erholen und versorgen konnten. Dort befand sich auch ein kleiner Tempel des damals so beliebten Mithraskultes, der lange Zeit in Opposition zum Christentum stand. Ihn fand man, als in den Jahren 1950–52 ein Wasserreservoir für ein Lehrlingswohnheim gebaut wurde. Plastiken, Inschriftensteine und zahlreiche schöne Bauwerksteile wurden dabei freigelegt. Beim Ausschachten des Kellers für das Lehrlingswohnheim stieß man auf eine Schicht, reich angefüllt mit Kulturschutt aus der Römerzeit. Unweit dieser Stelle fand man auch zahlreiche römische Brandgräber, die mit Steinen abgedeckt waren. Aus alten römischen Straßenkarten weiß man auch den Namen dieser Ortschaft – „Immurium“ –, die unweit oberhalb der Straße an einem Berghang lag und von der weitere wichtige Wege wie zur Turracher Höhe ausgingen. Spätestens mit dem Ende der Römerzeit verfiel die Ortschaft und geriet alsbald in Vergessenheit. Dieser Ort war aber keine römische Gründung: Funde belegen eine Besiedlung für wenigstens fünf vorrömische Jahrhunderte. Unter den Römern erfuhr der Ort eine Aufwertung, weitere Häuser wurden erbaut; neben Wohnhäusern auch mehrere Gasthäuser, Werkstätten, Lager und sogar ein kleines Bad, und eben der oben erwähnte Mithrastempel. Schlackenfunde scheinen Anhaltspunkt zu sein, dass im Ort auch Metallurgie betrieben wurde, sicherlich verhüttete man hier einheimische Erze, die man in dieser Gegend recht zahlreich zu finden wusste.

## Tourismus
1929 erbaute J. Kastner die erste Gaststätte auf der Katschberghöhe. Am 16. April 1956 übernahmen Matthias und Gertrude Bogensperger die Gaststätte von Kastner und bauten diese sukzessive in ein Vier-Sterne Hotel aus. Heute gibt es zahlreiche Hotels und Ferienappartements auf dem Katschberg.
1957 baute Matthias Bogensperger den ersten Schilift auf das Tschaneck. Das gesamte Schigebiet baute er in den Jahren 1957 bis 1997 zu einem der größten privaten Schigebiete mit 10 Liften aus. Heute erstreckt sich die Schischaukel Katschberg-Aineck mit 16 Liften und 70 km Pisten vom Tschaneck (2024 m) über das Aineck (2220 m) bis nach St. Margarethen im Lungau. Im Jahre 2001 ging die Beschneiungsanlage in Betrieb und es folgte eine Erweiterung und Modernisierung der Liftanlagen.

## Winter- und Skitourismus
Von den meisten Hotels und Gasthöfen können die Talstationen zum Tschaneck und Aineck von der Hoteltür ab auf Skiern erreicht werden. Auch die letzte Abfahrt führt meist bis zur Hoteltür. Das Auto kann meistens stehen bleiben.

### Abfahrten
Die längsten Skiabfahrten sind die „A1“ vom Aineck nach St. Margarethen, die Aineck-Abfahrt zum Katschberg (schwarze Abfahrt – bekannt als Direttissima / Kamikaze-Abfahrt – oder rote Familien-Abfahrt) und die Tschaneck-Abfahrt (schwarz ausgewiesen, aber großteils familiengeeignet).
Für Anfänger kommen Tellerlift, Minijet und Königswiesenbahn am Tschaneck sowie Familienabfahrt und Branntweinerabfahrt am Aineck in Frage.

### Lifte und Bahnen
Am Katschberg gibt es drei Gondelbahnen, zwei 6er-Hochgeschwindigkeitssesselbahnen, sowie zwei fixgeklemmte 4er-Sesselbahnen, eine 3er-Sesselbahn, und fünf Schlepplifte, weiters drei Tellerlifte.

### Zubringer
Als Zubringer fungieren die 8er-Gondelbahn Silverjet 1 von der Talstation St. Margarethen auf das Aineck sowie von der Katschberghöhe auf das Tschaneck die 6er Hochgeschwindigkeitsbahn Tschaneck mit Abdeckhauben BJ 2001. Neben der Tschaneckbahn gibt es noch den Bärenwiesenlift (Schlepplift), der auf halber Höhe endet.

### Weitere Bahnen und Lifte
Kärntner Seite
Es gibt zudem den Gamskogelexpress (6er-Hochgeschwindigkeitsbahn mit Abdeckhauben und Förderbändern BJ 2003). Dazu gibt es die Königwiesenbahn (4er-Sessellift, fixgeklemmt BJ 1997) und den Sonnenalmlift (4er-Sessellift, fixgeklemmt BJ 2002 ersetzt einen Schlepplift). Auf der Kärntner Seite gibt es die Aineckbahn (3er-Hochgeschwindigkeitssesselbahn kuppelbar). Des Weiteren gibt es drei Schlepp- und Tellerlifte.
Salzburger Seite
Nachdem bis zur Saison 2008/09 auf der Salzburger Seite eine DSB-Aineckbahn und drei Schlepplifte gab, begannen ab 2009 bis 2018 Modernisierungsarbeiten. Dadurch entstanden drei neue 8er Gondelbahnen, Silverjet 1, Silverjet 2 und die Aineck-Gipfelbahn.

## Sommertourismus
Mit dem Aufbau des Skigebietes entwickelte sich auch der Sommertourismus. Heute gibt es – übergreifend mit dem Salzburger Lungau – ein über 200 km großes Wanderwegenetz sowie zahlreiche Sommeraktivitäten und Unterkünfte in der Region.

## Bilder

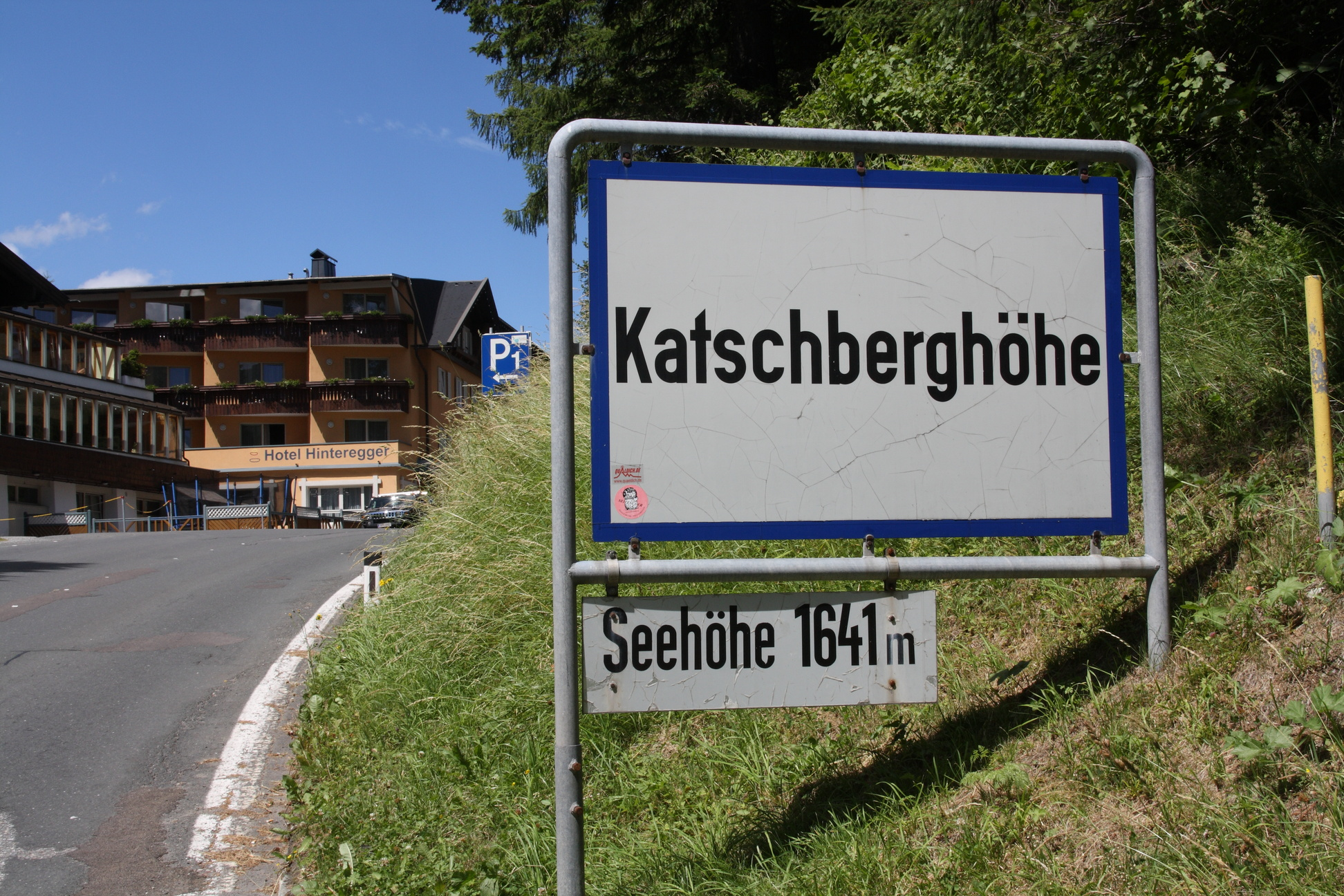
Schild auf der Passhöhe
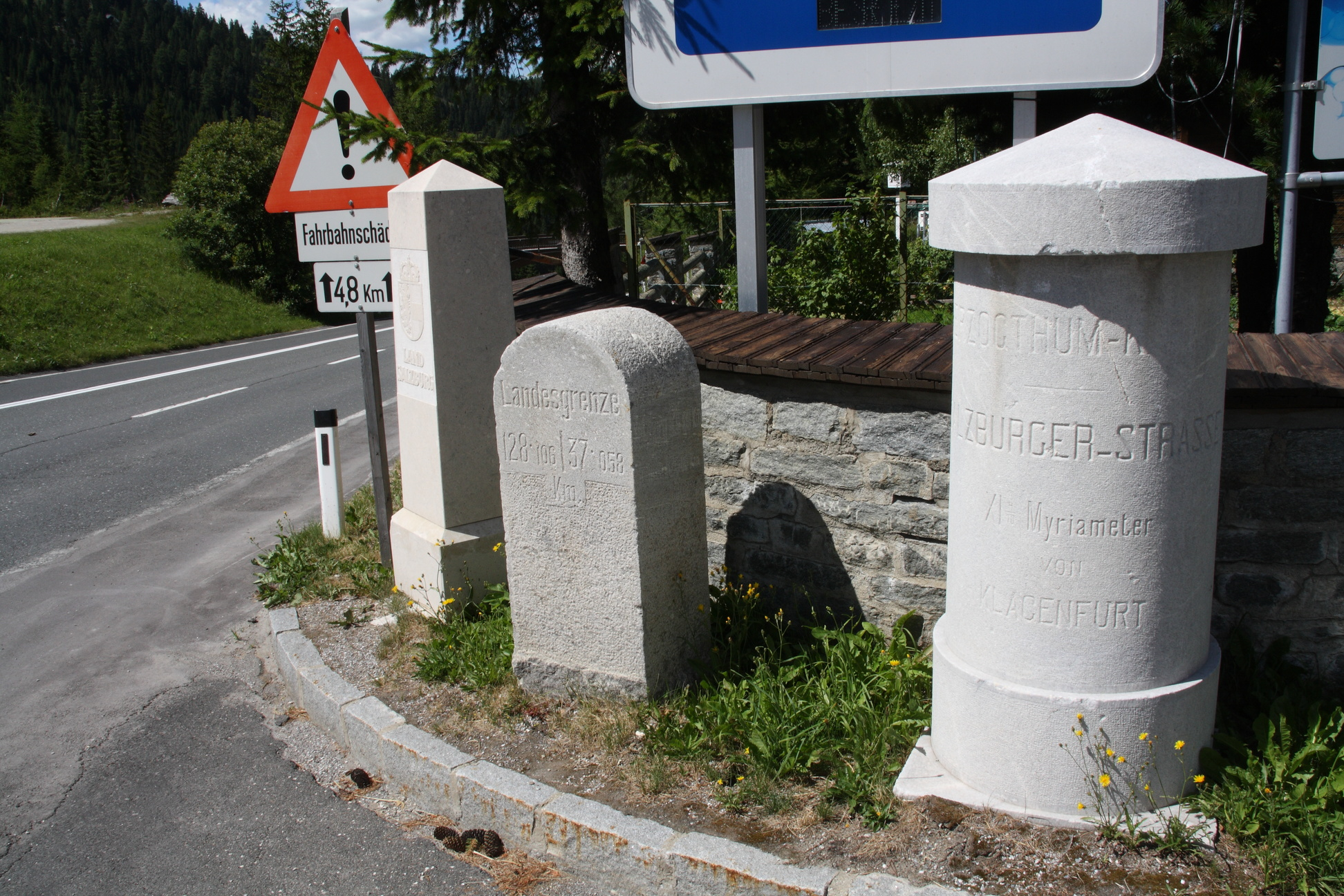
Passhöhe, zwei Grenzsteine sowie ein Myriameterstein
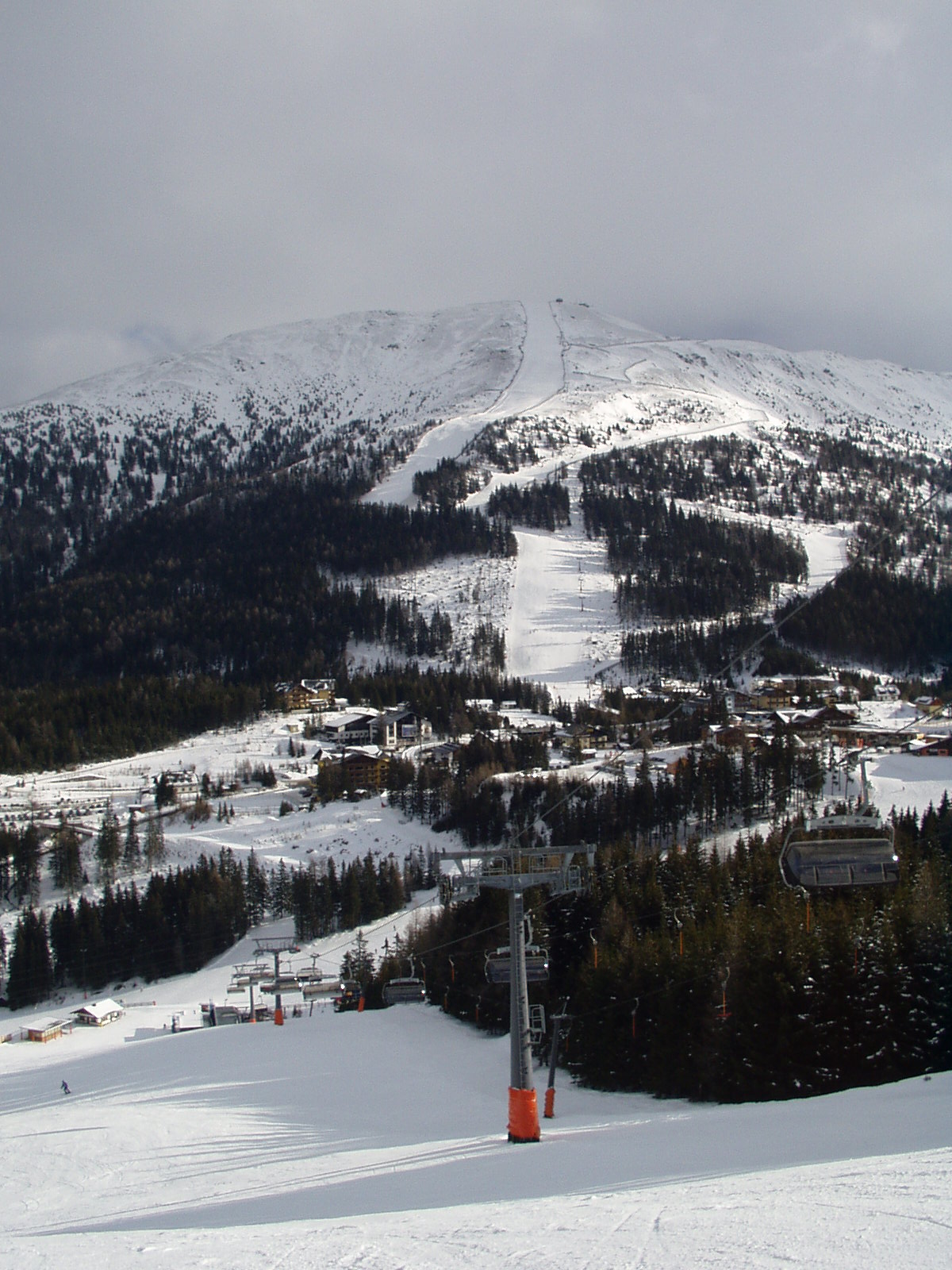
Blick auf Katschberg und Aineck vom Tschaneck aus
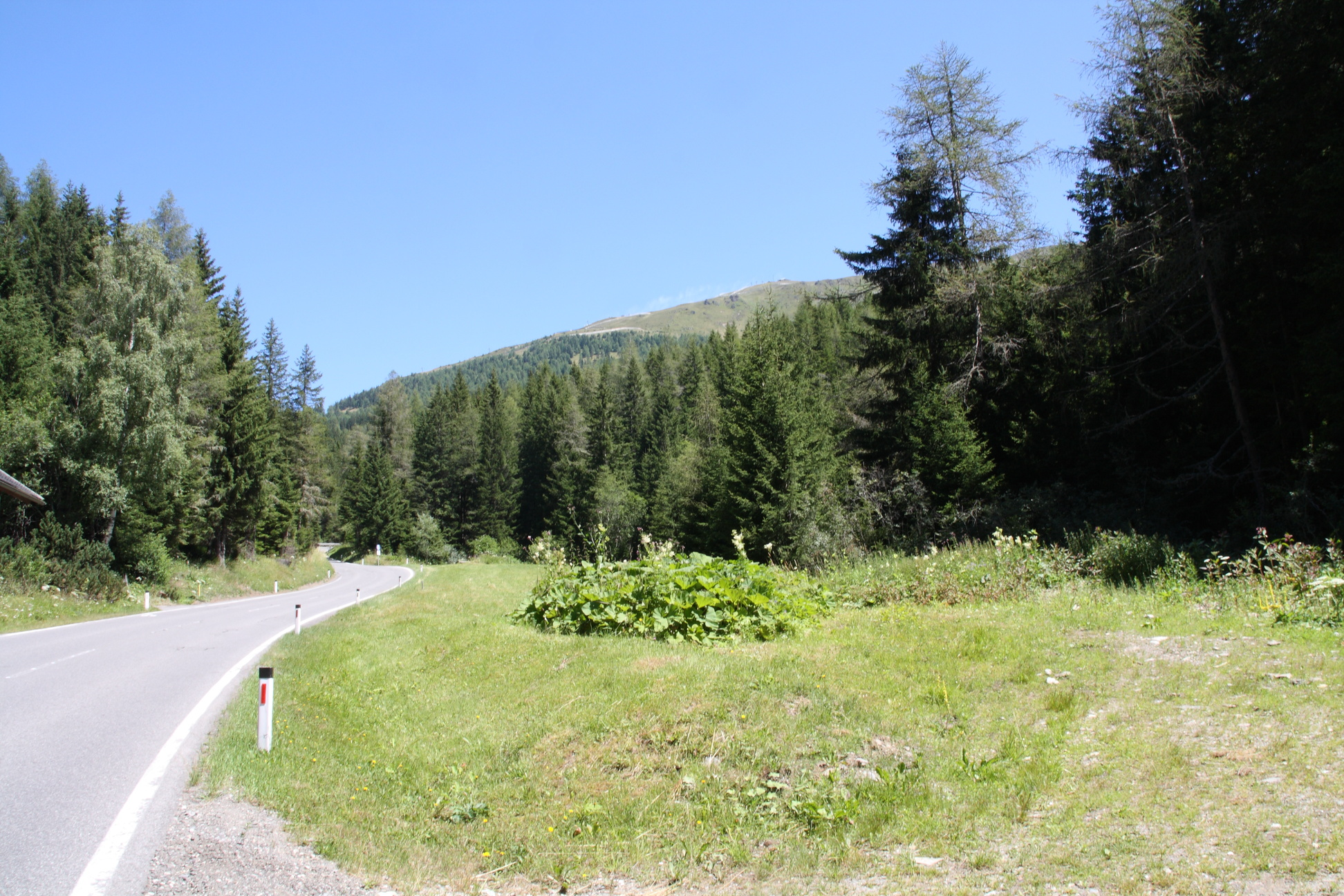
Südrampe
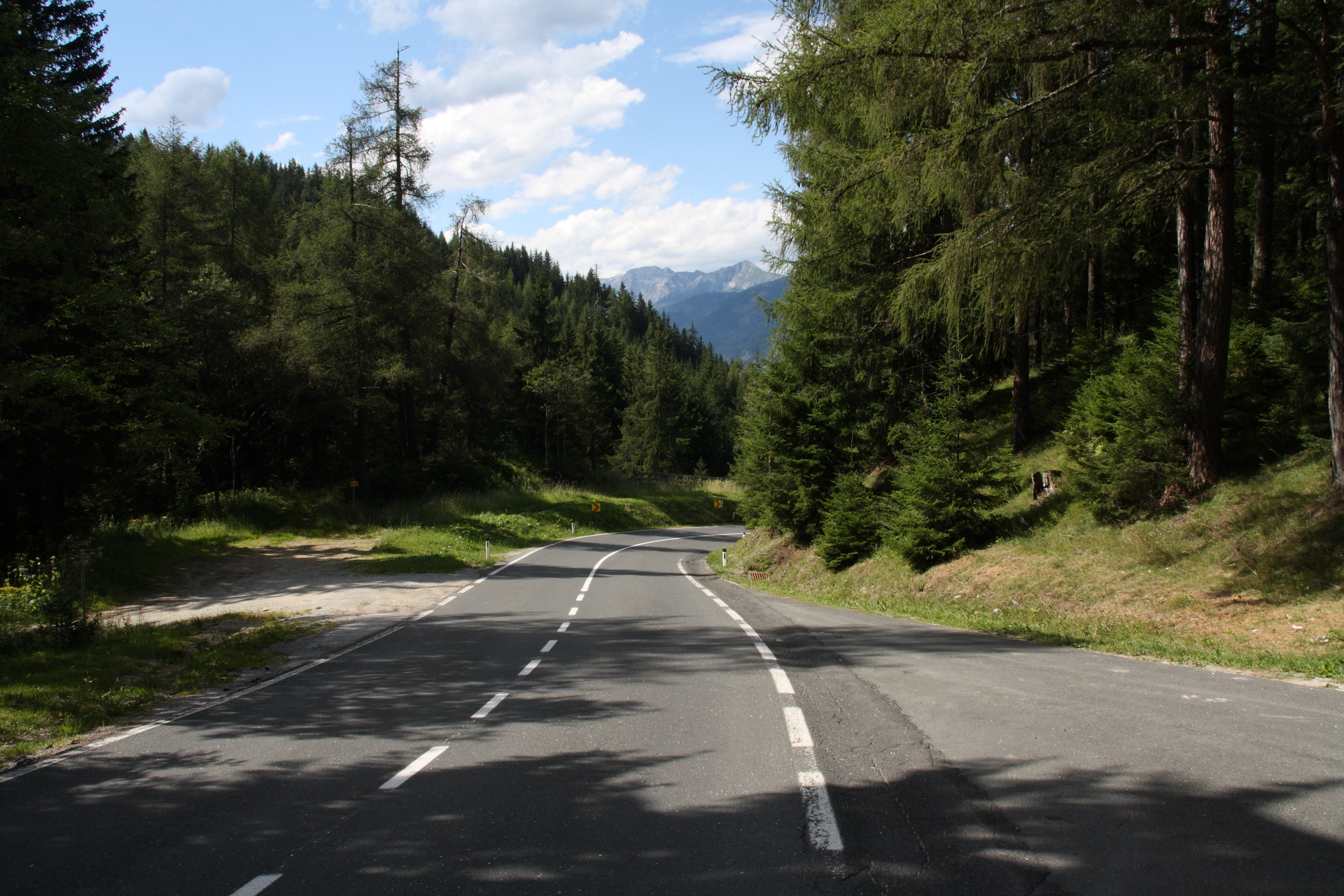
Nordrampe